# Pseudopannota muganinani
Pseudopannota muganinani is een haft uit de familie Baetidae. De wetenschappelijke naam van de soort is voor het eerst geldig gepubliceerd in 1991 door Elouard & Gillies.
De soort komt voor in het Afrotropisch gebied.